# Кудайбердиев, Шакарим
Шакарим Кудайбердиев (каз. Шәкәрім Құдайбердіұлы / Şäkärım Qūdaiberdıūly; 11 [23] июля 1858, Кен-Булак, Семипалатинская область — 2 октября 1931, урочище Чингистау, СССР) — казахский поэт, писатель, переводчик, композитор, историк и философ. Ученик Абая.
Настоящее имя — Шахкарим, но прозвище Шакарим (каз. Шәкәрім, «сладкий», «милый»), данное матерью Кунке из племени найманов закрепилось за ним на всю жизнь.

## Биография
Мать отца Шакарима — Кюнке, первая жена Кунанбая, дочь бия Аганаса. Таким образом, Кудайберди, отец Шакарима — родной брат Абая Кунанбаева: у Абая один и тот же отец, но другая мать. А Шакарим приходился Абаю племянником.  Семья Шакарима принадлежала к местной знати; дед (Оскенбай) и прадед (Иргизбай) главенствовали в своём роду в качестве правителей и биев, происходил из рода тобыкты племени аргын.
Кудайбердиев занимался политикой, был избран в волостные правители. Всерьёз творчеством занялся только с 1898 года. По определённой системе стал изучать западную и восточную литературу, познакомился с наследием таких поэтов и мыслителей Востока как Хафиз, Физули, Навои, а также с произведениями Байрона, А. С. Пушкина, Л. Толстого. Его перевод Хафиза на казахский остаётся непревзойденным по мастерству и технике, также как и перевод повести Пушкина «Дубровский». Самостоятельно овладел арабским, персидским, турецким и русским языками. В 1903 году был принят членом Западно-Сибирского отделения Императорского русского географического общества.
В 1906 году совершил хадж в Мекку (совместно с Канапия-кажы — дедом поэта Б. М. Канапьянова). Посетил Египет, Стамбул, работал в библиотеках, пересылая по почте в Семипалатинск приобретённые им книги. Участвовал в национально-освободительном движении «Алаш».

### Октябрьская революция
Революцию 1917 года встретил с воодушевлением, установление советской власти считал победой справедливости, писал революционные стихотворения — «Бостандық туы жарқырап» («Сверкает знамя свободы») и «Бостандық таңы атты» («Взошла заря свободы»). В начале 1918 года он приехал в Семипалатинск по приглашению алашорданцев, где его избрали судьей. В июне 1918 года Семей вновь заняли белые. Разочаровавшись в них, поэт вернулся в аул, но осенью вновь прибыл в Семипалатинск. Сюда переехало «правительство» Алашорды, бежавшее из Оренбурга, и пригласило поэта в город. На этот раз Шакарим полностью убежден, что «Алашорда другая, сознание общества меняется, и оно протестует против тех, кто хочет возродить старые времена, и тянет их обратно в свою страну. Он станет свидетелем разрухи, причиненной белыми, во время прогулки по деревне. <…> Город красный, дорога по имени справедливость показалась, и упомянутая буря быстро прошла».

Из письма Председателю Президиума Верховного совета СССР Клименту Ефремовичу Ворошилову от учителя школы № 70 колхоза имени Калинина Алма-Атинского района Алма-Атинской области Ахата Шакаримовича Худайбердиева:

Пользуясь огромной популярностью в народе, он [Шакарим] уже в преклонные годы, после установления Советской власти, одно время работал народным судьей. В конце 20-х годов в Казахстане создалась весьма сложная ситуация в результате перегибов лжеактивистов, впоследствии понёсших заслуженное наказание. В этот период в отдельных волостях Семипалатинской губернии имели место вспышки кулацких мятежей, которые увлекали за собой и некоторые отдельные слои трудового народа.
Желая использовать популярное в народе имя отца моего, кулацкие элементы немало прилагали усилий втянуть его в свое бандитское движение, но не добившись никаких результатов от него самого, стали натравливать на него близких ему людей. В результате всей этой сложной ситуации, мой отец 73-х летним стариком покинул свой аул и вместе со своим младшим сыном вынужден был находится в бегах. Застигнутый отрядом активистов в 1930 году, он получил смертельную рану и его имя в официальных документах стало склоняться как имя врага народа, любовью которого он пользовался всю жизнь.

### Гибель
Долгое время считалось, что Шакарим Кудайбердиев примкнул к банде баев, устроивших восстание против Советской власти в Семипалатинской губернии и был застрелен при преследовании бандитов отрядом ОГПУ. Однако из воспоминаний ветерана милиции Зейнела Алиаскаровича Оспанова, участника тех событий следует, что Кудайбердиев не поддержал восстание, а наоборот, скрылся, опасаясь беспорядков в горах Чингизтау. При преследовании бандитов отрядом милиции он был ошибочно принят за бандита и застрелен. В письме в Академию Наук КазССР Оспанов сообщал:

В конце 1930 — начале 1931 года в бывшем Чингистауском районе стали возникать разгульные акции. Если эти действие были вызваны «перегибами» тех лет, то эти ошибки были использованы баями в своих целях, потому что это был час их предсмертной борьбы.
Некоторые крестьяне, которые не были полностью осведомлены, последовали за походом баев. Но через пару месяцев ситуация успокоилась. Его организаторы были пойманы и понесли соответствующие наказания. В эти дни Шакерим Кудайбердиев сам занимался охотой в месте под названием «Шакпак». На самом деле Шакерим не участвовал в беспорядках 1931 года.
3 сентября 1931 года около 150 человек (вооруженных дробовиками, однозарядными винтовками) атаковали район, а через два-три часа перестрелки район был отбит. Тех, кто участвовал в нападении на район, начали арестовывать, те, кто бежал из пленных, покинули родные семьи, некоторые бежали, укрываясь в степи.
В такое время не было ничего удивительного в том, что Шакарим тоже скрывался. Узнав, что Шакарим не уезжал, а укрывался в горах Чингиза, мы отправились на поиски 15 человек.
По следам Шакарима мы шли 10—15 дней. В начале октября в месте «Керегетас», на рассвете, на восходе солнца, к нам спустилися Шакарим. Видимость было 100—150 метров, мы были в отряде, который проснулся в шоке от сигнала часового, но он не мог ничего объяснить и стрелял из ружья. В это время Шакерим, никуда не поворачивая головы коня, направлялся навстречу тем, кто находился в пешем отряде, который стрелял встречным огнем. Я знаю, что Шакарим собирался сдаться. Но из-за того, что каждый из нас в отряде стрелял сам по себе, Шакарим погиб.
Если бы Шакерим не собирался сдаваться, он бы сбежал так же, как сбежали остальные.
Вот, что я слышал из уст в уста от Касымбека Солтабаева, участвовавшего в восстании того же года, в 1948 году. «Мы нападем на район», — я попросил у Шакерима его благословение, но он не дал своего благословения и сказал: «Перестаньте, вы понесете потери».
Вот такой случай: в 1947 году был арестован вышеупомянутый Касымбек Солтабаев. В рапорте от 3 сентября 1931 года было указано преступление и проведено расследование. Именно поэтому многие люди, знающие условия бывшего Чингистауского (ныне Абайского) района, опрашиваются. Некоторые из них, с целью оправдать Касымбека Солтабаева, выливают все, что у них есть, на мертвого Шакарима. Теперь, если спросят о Шакариме, положат лису в мешок. Поэтому неудивительно, что следственному центру трудно установить истину.

## Творчество
Прижизненные издания Шакарима: книга «Зеркало казахов», поэмы «Калкаман-Мамыр» и «Енлик-Кебек»; отдельные стихи, статьи, эссе были опубликованы в 1913—1924 годах в журналах «Абай», «Айкап», «Шолпан», в газете «Казах». «Абай» и «Шолпан» напечатали его переводы из Хафиза и поэму Физули «Лейли и Меджнун». Поэтический перевод «Дубровского» и «Метели» А. С. Пушкина были опубликованы в 1936 году в Алма-Ате в журнале «Адебиет майданы».

### Возвращение в научный и культурный оборот
Одним из первых с научными исследованиями о жизни и творчестве Шакарима выступил в печати учёный, основоположник научного абаеведения К. М. Мухамедханов. Написание научно-творческой биографии Шакарима, текстологический анализ трудов поэта и подготовка их к печати, как и борьба за реабилитацию имени и творчества поэта началась в 1940—1950-е и продолжалась вплоть до выхода Постановления ЦК по Шакариму в 1988 году.
Несмотря на решение Генеральной Прокуратуры СССР от 29 декабря 1958 года о реабилитации Шакарима Кудайбердиева за отсутствием состава преступления, запрет на публикацию его трудов сохранялся: мнение о «буржуазном национализме» продолжало культивироваться в обществе. После получения справки о реабилитации последовало обращение сына Шакарима Ахата к Н. С. Хрущёву, составленное вместе с Мухамедхановым. Письма-ходатайства Мухамедханова в 1950—1960-е в Семипалатинский и Абайский обкомы КП Казахстана дали результат: впервые комиссия провела работу по изучению жизни и творчества Шакарима, основываясь на исследованиях Мухамедханова.
В 1970-е годы были направлены ходатайства о реабилитации творчества Шакарима в редколлегии казахстанских и всесоюзных изданий. В 1982 году Мухамедханов обратился с письмом в ЦК КПСС и ЦК Компартии Казахстана. 24 июня 1987 последовал его запрос в Семипалатинский обком Компартии Казахстана. Обком направил докладную записку в ЦК КП Казахстана. 6 июля 1987 года Мухамедханов отправил письмо-ходатайство Первому секретарю ЦК КП Казахстана Г. В. Колбину и Первому секретарю правления Союза писателей СССР В. В. Карпову. Письмо сопровождалось его литературоведческим исследованием, фотографией Шакарима, документом о реабилитации. 31 января 1988 года последовало повторное обращение Каюма Мухамедханова в Союз писателей СССР на имя В. В. Карпова. 23 февраля 1988 года учёный обратился с письмом к редактору журнала «Огонёк» В. А. Коротичу, сопроводив его опубликованными к тому времени собственными статьями о Шакариме и архивными документами. 7 апреля 1988 года К. Мухамедханов получил телеграмму от известного писателя Ади Шарипова: «Поздравляю, Шакарим реабилитирован директивными органами».
14 апреля 1988 года в газете «Казахстанская правда», а затем и в других республиканских изданиях был опубликован материал «В Центральном Комитете Компартии Казахстана. О творческом наследии поэта Шакарима». Основой текста этого исторического документа стало обстоятельное письмо К. Мухамедханова Г. В. Колбину. На следующий же день после выхода документа в «Казправде» — 15 апреля 1988 года началась публикация серии научно-исследовательских статей о Шакариме и произведений поэта, подготовленных к печати Мухамедхановым.
Благодаря стараниям известного казахского писателя и литературоведа Мухтара Магауина, который собрал из разрозненных источников и опубликовал в 1973 и 1988 годах наследие Шакарима, творчество поэта и философа вернулось казахскому народу. В 1989 году увидел свет полноценный сборник мыслителя под общим руководством известного ученого Мухаммедрахым Жармухаммед-улы. Первая академическая биография Шакарима была написана литературоведом Шамшиябану Сатпаевой. Позже русскоязычный казахстанский поэт Бахытжан Канапьянов перевёл некоторые стихи Шакарима и написал сценарий к фильму «Последняя осень Шакарима», снятого на киностудии «Казахфильм» в 1992 году.
В 2008 году известный казахский прозаик, создатель и главный редактор журнала «Аманат», президент международного клуба Абая Роллан Сейсенбаев презентовал новый трёхтомник Шакарима. Первый том сочинений Шакарима вобрал в себя лирику поэта-философа, отражающую взгляды мыслителя на духовное познание мира. Во второй книге собраны поэмы и проза. Третья книга — это архив сведений и фактов о жизненном пути, творческой деятельности Шакарима и сведения о его потомках.

## Память

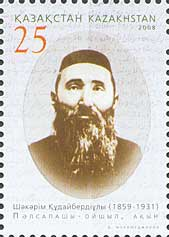
Почтовая марка Казахстана в честь Кудайбердиева, 2008

- Именем Кудайбердиева назван Государственный университет имени Шакарима города Семей.
- В ознаменование 150-летия поэта 2008 год был объявлен «Годом Шакарима». В Семипалатинске состоялась международная научно-практическая конференция «Творчество Шакарима в контексте казахской и мировой культуры». На научном форуме состоялось сразу несколько презентаций — энциклопедии «Шакарим», многотомной научной серии «Вопросы шакаримоведения» и документального фильма «Земля Шакарима».
- В центральном парке города Семей был установлен памятник Шакариму скульптора Ш.-А.Валиханова[6].
- Юбилею казахского мыслителя свои труды посвятили сразу несколько ученых: в русском переводе вышла книга «Данышпан Шакарим» академика Гарифоллы Есима — «Мудрость Шакарима», документальная книга «Шакарим» журналиста Даулета Сейсенулы, альбом картин о Шакариме академика Макаша Алиякпарова, Келденбай Олмесеков выпустил альбом с песнями Шакарима.
- В 2008 году была выпущена почтовая марка Казахстана, посвященная Кудайбердиеву.